# Elche
Elche (spanyolul), vagy Elx (valenciai nyelvjárásban), egy spanyol város Alicante tartományban, Valencia autonóm körzetben. A 2006-os népszámlálás adatai alapján a városnak mintegy 220 ezer lakosa van, ami a 3. legtöbb Valencia autonóm közösségben és a 2. Alicante tartományban.

## Fekvése
Alicantétól délnyugatra 23 km-re található, Spanyolország legmelegebb éghajlatú részén. A város egyes részei a tengerparton helyezkednek el, ám a belváros kb. 15 km-re van a Földközi-tenger partjaitól.

## Közlekedés
- Nemzetközi repülőtér (Aeroport de L'Altet)

## Története
A La Alcudia, amit tekinthetünk a mai város elődjének, a mostani helytől 10 km-re helyezkedett el. A város eredeti lakosai karthágóiakból, ibérekből és Rómából idevándoroltakból tevődött össze. Később a várost Ilici-nek nevezték.
Elche később, a 13. században elvesztette fontosságát, amikor a mórok miatt kissé északabbra kellett költözniük. A 13. században II. Jakab aragóniai király vette vissza a várost a móroktól, a Reconquista alatt. A 18. században szépen, csendben folyamatosan növekedett, majd a 19. században a vasút és az ipari fellendülés segítségével, ami megalapozta a ma már hagyományos elche-i iparágnak mondható cipőipart a városban, ismét fontosabb szerepet kapott a város.

## Főbb látnivalók

Az elchei pálmaliget

- Elchei pálmaliget – 200 000 pálmafából álló liget, amit az UNESCO 2000-ben a világörökség részének nyilvánított.

- Altamira-Kastély – Egy eredetileg körülbelül a 12-13. században épült kastély, amit később, a 15. században felújítottak.

- Baños Arabes- Római kori fürdők

- Mária-bazilika

- Calahorra-torony

- Municipio

- Convento de la Merced

- Huerto del Cura

- Museu Paleontologic d'Elx (Paleontológiai múzeum)

## Kultúra
Elchében van egy konferenciaközpont (Ciutat d'Elx); egy  nyilvános-, valamint egy magánegyetem (a nyilvános neve Universidad Miguel Hernández, a magánegyetemé Universidad Cardenal Herrera).

## Gazdaság
Elche gazdasága nagyrészt a cipőiparon alapszik, nagyjából 1000 cipőgyárral a városban. Ez az egyik legnagyobb cipőgyártó város nemcsak Spanyolországban, de Európában sem sokan előzik meg a várost. Kisebb mértékben, de jelen vannak más iparágak is a városban: például a mezőgazdaság (datolya-, olivabogyó-, gabona- és gránátalma-export), ám ez elvesztette jelentőségét az utóbbi időben, valamint gumiipar, kereskedelem (ami a város gazdaságának 20%-át teszi ki), valamint a turizmus.

## Testvérvárosai
- San Bartolomé de Tirajana
- Toulouse
- Orán, Algéria
- Kaszukabe, Japán
- Szabadka, Szerbia
- Sumen, Bulgária.

## Népesség
A település lakosságának változását az alábbi diagram mutatja:
| Lakosok száma | 198 190 | 209 439 | 219 032 | 230 112 | 230 354 | 228 647 | 227 659 | 232 517 | 234 205 | 243 128 |
|               | 2001    | 2004    | 2006    | 2009    | 2011    | 2014    | 2016    | 2019    | 2021    | 2024    |